# برست، صربستان
برست (به صربی: Brest) یک روستا در صربستان است که در مروشینا واقع شده‌است.